# 4Ten
4Ten (кор. 포텐, ранее известное как POTEN), обычно стилизованный под 4TEN — южнокорейская группа сформированная в 2014 году компанией Jungle Entertainment. В настоящее время группа состоит из четырёх членов: Хиджи, Хеджин, Хео и Юн.

## Название
Группа дебютировала под названием 4TEN в 2014 году. Название происходит от слова «потенциал».
В 2015 году группа изменила своё название на POTEN после того, как представила новый состав с пятью членами. Новое имя также имеет тот же акроним от своего первоначального названия. Позднее группа снова использовала имя 4TEN после продолжения в качестве квартета.

## Карьера

### 2014 — 15: Дебют сTornado,Why, смена состава иGo Easy
4Ten выпустили свой цифровой сингл Tornado 26 августа 2014 года. Спустя два дня, 28 августа, группа официально дебютировала на M! Countdown.
4Ten выпустили свой второй цифровой сингл Why 5 января 2015 года. Видео для песни было снято в Нью-Йорке.
19 июня Jungle Entertainment объявили, что Тэм и Ёджин покинули группу, поэтому компания добавила трех новых участников: Хиё, Юн и Хэчжон. Группа также изменила своё название на Poten, выпустив свой третий цифровой сингл Go Easy 3 июля 2015 года, а также проведя концерт на следующий день в Yongsan Garrison для ежегодного празднования 4 июля.

### 2016: Уход Хэчжон,Jack of All Trades, операция Юн
В начале 2016 года член Хэджон ушла из группы, поэтому оставшиеся участники продолжали выступать в качестве квартета под названием 4TEN. 23 февраля вышел первый мини-альбом 4Ten Jack of All Trades. В тот же день они сделали возвращение на SBS 'The Show.
11 сентября Юн объявила через рукописное письмо своему фан-клубу, что ей пришлось пройти операцию, и это было причиной того, что возвращение было отложено. Она пояснила, что страдала от боли в шее ещё до дебюта с 4Ten. Операцию планировали провести 19 сентября, но её задержали. Затем он был перепланирован на 27 сентября. Операция прошла хорошо, и Юн начал выздоравливать без осложнений.

## Дискография

### EPs
- Jack of All Trades (2016)

### Синглы
| Название              | Год  | Позиции в чартах | Продажи       | Альбом             |
| Название              | Год  | KOR              | Продажи       | Альбом             |
| --------------------- | ---- | ---------------- | ------------- | ------------------ |
| "Tornado"             | 2014 | —                | - KOR:        | Jack of All Trades |
| "왜 이래 (Why)"       | 2015 | —                | - KOR:        | Jack of All Trades |
| "살살해 (Go Easy)"    | 2015 | —                | - KOR:        | Jack of All Trades |
| "지독하게 (Severely)" | 2016 | —                | - KOR: 5,002+ | Jack of All Trades |

## Фильмография

### Телевидение

#### Появление в разных шоу
| Год  | Дата          | Канал           | Название                          | Участник      |
| ---- | ------------- | --------------- | --------------------------------- | ------------- |
| 2014 | 2-16 декабря  | MBC Music       | Idol School                       | 4TEN          |
| 2014 | 4 декабря     | OBS Gyeongin TV | Music & Movie                     | 4TEN          |
| 2015 | 9 февраля     | Mnet            | Yaman TV                          | 4TEN          |
| 2015 | 19-20 февраля | MBC             | Idol Star Athletics Championships | Хиджи, Ёнджин |
| 2016 | 22 июня       | MBC             | Weekly Idol                       | 4TEN          |

#### Другое
| Год  | Дата       | Канал   | Название             | Участник |
| ---- | ---------- | ------- | -------------------- | -------- |
| 2015 | 9 февраля  | Mnet    | Mwave [MEET & GREET] | 4TEN     |
| 2015 | 14 февраля | Arirang | K-POPULOUS           | 4TEN     |